# Kuß-Walzer
Der Kuß-Walzer ist ein Walzer von Johann Strauss Sohn (op. 400). Das Werk wurde im Jahr 1881 komponiert und unter der Leitung von Eduard Strauß anlässlich eines Hofballs am 10. Januar 1882 uraufgeführt.